# Ophionereis andamanensis
Ophionereis andamanensis is een slangster uit de familie Ophionereididae.
De wetenschappelijke naam van de soort werd in 1982 gepubliceerd door D.B. James.